# Mistrzostwa Świata w Strzelectwie 1939
Mistrzostwa Świata w Strzelectwie 1939 – 32. edycja mistrzostw świata w strzelectwie. Odbyły się one w szwajcarskiej Lucernie.
Zawodnicy byli klasyfikowani w 22 konkurencjach. Najwięcej medali zdobyli: Estończyk August Liivik i Szwajcar Karl Zimmermann (po 7 krążków). W klasyfikacji medalowej jedyny raz w historii zwyciężyła reprezentacja Estonii, która wywalczyła po 5 medali z każdego koloru (łącznie 15). Gospodarze uplasowali się tuż za Estonią, przegrywając tylko ilością srebrnych medali. Strzelanie do rzutków rozegrano w Berlinie.
Były to ostatnie mistrzostwa świata przed II wojną światową.

## Klasyfikacja medalowa
Gospodarze mistrzostw
| Pozycja | Kraj       | Złoto | Srebro | Brąz | Łącznie |
| ------- | ---------- | ----- | ------ | ---- | ------- |
| 1       | Estonia    | 5     | 5      | 5    | 15      |
| 2       | Szwajcaria | 5     | 3      | 6    | 14      |
| 3       | III Rzesza | 5     | 3      | 3    | 11      |
| 4       | Finlandia  | 2     | 5      | 1    | 8       |
| 5       | Węgry      | 2     | 0      | 1    | 3       |
| 6       | Szwecja    | 1     | 4      | 3    | 8       |
| 7       | Norwegia   | 1     | 0      | 1    | 2       |
| 8       | Francja    | 1     | 0      | 0    | 1       |
| 9       | Litwa      | 0     | 1      | 1    | 2       |
| 10      | Łotwa      | 0     | 1      | 0    | 1       |
| 11      | Dania      | 0     | 0      | 1    | 1       |

## Wyniki
| Konkurencja                                                      | Złoto                                                                                         | Wynik     | Srebro                                                                                       | Wynik     | Brąz                                                                                     | Wynik     |
| Karabin wojskowy, trzy postawy, 300 m (3x20 strzałów)            | Lucien Genot                                                                                  | 530 pkt.  | Walter Lienhard                                                                              | 526 pkt.  | Karl Zimmermann                                                                          | 524 pkt.  |
| Karabin wojskowy, trzy postawy, 300 m, drużynowo (3x20 strzałów) | Szwajcaria Josias Hartmann Otto Horber Walter Lienhard Ernst Tellenbach Karl Zimmermann       | 2607 pkt. | Finlandia Viljo Elomaa Lars Granbohm Onni Herranen Lauri Kaarto Erkki Tammi                  | 2569 pkt. | Estonia Peeter Karu Karl Jürgens Vladimir Kukk Kristjan Vilberg Leonhard Viljus          | 2548 pkt. |
| Karabin wojskowy, trzy postawy, 300 m (3x40 strzałów)            | Karl Zimmermann                                                                               | 1046 pkt. | Peeter Karu                                                                                  | 1031 pkt. | Albert Salzmann                                                                          | 1028 pkt. |
| Karabin wojskowy leżąc, 300 m                                    | Walter Gehmann                                                                                | 367 pkt.  | Gustav Eichelberger                                                                          | 365 pkt.  | Kristjan Vilberg                                                                         | 364 pkt.  |
| Karabin wojskowy klęcząc, 300 m                                  | Karl Zimmermann                                                                               | 367 pkt.  | Otto Horber                                                                                  | 359 pkt.  | Peeter Karu                                                                              | 357 pkt.  |
| Karabin wojskowy stojąc, 300 m                                   | Jakob Brod                                                                                    | 334 pkt.  | Lauri Kaarto                                                                                 | 333 pkt.  | Albert Salzmann                                                                          | 329 pkt.  |
| Karabin dowolny, trzy postawy, 300 m                             | August Liivik                                                                                 | 1097 pkt. | Toivo Mänttäri                                                                               | 1094 pkt. | Pauli Janhonen                                                                           | 1093 pkt. |
| Karabin dowolny, trzy postawy, 300 m, drużynowo                  | Estonia Kaarel Kübar Elmar Kivistik Harald Kivioja August Liivik Gustav Lokotar               | 5433 pkt. | Finlandia Bruno Frietsch Olavi Elo Onni Hynninen Pauli Janhonen Toivo Mänttäri               | 5425 pkt. | Szwajcaria Josias Hartmann Emil Grünig Otto Horber Jakob Reich Karl Zimmermann           | 5415 pkt. |
| Karabin dowolny leżąc, 300 m                                     | Halvar Kongsjorden                                                                            | 385 pkt.  | August Liivik                                                                                | 384 pkt.  | Evald Christensen                                                                        | 384 pkt.  |
| Karabin dowolny klęcząc, 300 m                                   | Kaarel Kübar                                                                                  | 379 pkt.  | Harald Kivioja                                                                               | 379 pkt.  | Elmar Kivistik                                                                           | 377 pkt.  |
| Karabin dowolny stojąc, 300 m                                    | Karl Zimmermann                                                                               | 353 pkt.  | Toivo Mänttäri                                                                               | 350 pkt.  | Emil Grünig                                                                              | 350 pkt.  |
| Pistolet dowolny, 50 m                                           | Erich Krempel                                                                                 | 547 pkt.  | Torsten Ullman                                                                               | 546 pkt.  | Ambrus Balogh                                                                            | 546 pkt.  |
| Pistolet dowolny, 50 m, drużynowo                                | Szwajcaria Heinz Ambühl Ernst Andres Walter Büchi Ernst Flückiger Walter Muster               | 2675 pkt. | Szwecja Gustaf Bergström Bertil Gustafsson Kristian Sjöberg Torsten Ullman Gotfrid von Tooth | 2639 pkt. | III Rzesza Walter Kraft Erich Krempel Friedrich Krempel Emil Martin Paul Wehner          | 2638 pkt. |
| Karabin małokalibrowy, trzy postawy, 50 m                        | Karl Steigelmann                                                                              | 1167 pkt. | August Liivik                                                                                | 1163 pkt. | Kurt Johansson                                                                           | 1163 pkt. |
| Karabin małokalibrowy leżąc, 50 m                                | Toivo Mänttäri                                                                                | 400 pkt.  | Roberts Staks                                                                                | 399 pkt.  | Kurt Johansson                                                                           | 399 pkt.  |
| Karabin małokalibrowy leżąc, 50 m, drużynowo                     | Estonia Elmar Kivistik Villem-Johannes Jaanson Harald Kivioja August Liivik Ernst-Eduard Rull | 1977 pkt. | Szwecja Bertil Rönnmark Olle Ericsson Jonas Jonsson Kurt Johansson Erland Koch               | 1977 pkt. | III Rzesza Walter Gehmann Albert Sigl Erich Spörer Richard Sturm Karl Steigelmann        | 1974 pkt. |
| Karabin małokalibrowy klęcząc, 50 m                              | László Buday                                                                                  | 392 pkt.  | Bertil Rönnmark                                                                              | 392 pkt.  | Kurt Johansson                                                                           | 391 pkt.  |
| Karabin małokalibrowy klęcząc, 50 m, drużynowo                   | Estonia Elmar Kivistik Harald Kivioja August Liivik Gustav Lokotar Kaarel Kübar               | 1944 pkt. | III Rzesza Walter Gehmann Erich Spörer Albert Sigl Karl Steigelmann Richard Sturm            | 1936 pkt. | Norwegia Mauritz Amundsen Johan Hunæs Halvar Kongsjorden Willy Røgeberg Tore Skredegaard | 1933 pkt. |
| Karabin małokalibrowy stojąc, 50 m                               | Karl Steigelmann                                                                              | 380 pkt.  | Endel Rikand                                                                                 | 379 pkt.  | August Liivik                                                                            | 378 pkt.  |
| Karabin małokalibrowy stojąc, 50 m, drużynowo                    | Finlandia Olavi Elo Bruno Frietsch Pauli Janhonen Toivo Mänttäri Nisse Vasenius               | 1861 pkt. | III Rzesza Jakob Brod Albert Sigl Erich Spörer Richard Sturm Karl Steigelmann                | 1859 pkt. | Szwajcaria Emil Grünig Otto Horber Jakob Reich Albert Salzmann Karl Zimmermann           | 1858 pkt. |
| Pistolet szybkostrzelny, 25 m                                    | Torsten Ullman                                                                                | 54 pkt.   | Cornelius van Oyen                                                                           | 54 pkt.   | Jonas Miliauskas                                                                         | 54 pkt.   |
| Pistolet szybkostrzelny, 25 m, drużynowo                         | Węgry László Badinszky Lajos Börzsönyi Ede Domby Károly Takács László Vadnay                  | 269 pkt.  | Litwa Pranas Giedrimas Vladas Nakutis Antanas Mažeika Jonas Miliauskas Antanas Jelenskas     | 268 pkt.  | III Rzesza Fritz Bucherer Ludwig Leupold Lothar Walter Cornelius van Oyen Martin Zindel  | 267 pkt.  |